# Liste der Sinfonien Mozarts
Die folgende Tabelle listet die Werke Wolfgang Amadeus Mozarts auf, die üblicherweise als Sinfonien angesehen werden.

## Zur Nummerierung
Obwohl die letzte Sinfonie (die „Jupitersinfonie“) – der traditionellen Nummerierung der Alten Mozart-Ausgabe folgend – die Nr. 41 trägt, lassen sich tatsächlich rund 60 Sinfonien von seiner Hand nachweisen, von denen allerdings einige nicht oder nur fragmentarisch erhalten sind.
Unterschiedliche Zählweisen rühren nicht nur daher, dass in den letzten Jahrzehnten die Manuskripte einiger Jugendwerke wieder aufgefunden wurden. Vielmehr ergibt sich auch die Problematik der Abgrenzung zu anderen Werkgattungen, denn die Sinfonie war in Mozarts Schaffensperiode noch keine einheitliche Gattung, vielmehr entwickelte sie sich erst durch Mozarts Werk und das seiner Zeitgenossen dazu. Opernouvertüren wurden lange Zeit noch als „Sinfonia“ bezeichnet (besonders in Italien), Sinfonien umgekehrt als „Ouverturen“, sodass die Unterscheidung oft vage bleibt. Mozart selbst hat bspw. die zweisätzigen Ouvertüren zu den Opern Ascanio in Alba, Il sogno di Scipione, La finta giardiniera und Il re pastore durch Hinzufügen eigener Schlusssätze (KV 120, KV 163, KV 121 und KV 102) zu dreisätzigen Sinfonien ergänzt, die separat bei Konzerten aufgeführt werden konnten, während z. B. die Ouvertüren zu Mitridate, re di Ponto und Lucio Silla als italienische Opernsinfonie von vorneherein dreisätzig angelegt sind. Ein typischer ouvertürenhafter Charakter mit ineinander übergehenden Sätzen findet sich z. B. bei den Sinfonien KV 74, KV 181 und KV 318. Bei einigen Serenaden (KV 204, KV 250, KV 320, KV 385) war es umgekehrt: hier hat Mozart durch Verkürzung auf vier Sätze Sinfonien gebildet.
Die Nummerierung in der Spalte Köchelverzeichnis (KV) nennt zuerst die allgemein gebräuchliche Nummer. Die Nummerierung in der Spalte KV6 ist die der 6. KV-Auflage. Sie entspricht also der neueren Chronologie.

## Liste der Sinfonien
| Nr.  | KV          | KV6          | Tonart | Entstehungszeit  | Beinamen, Anmerkungen, Echtheit |
| ---- | ----------- | ------------ | ------ | ---------------- | --- |
| 01   | 016         | 016          | Es-Dur | 1764 o. 1765     | |
| Ohne | Anh. 220    | 016a         | a-Moll | 1765?            | wahrscheinlich nicht von Mozart |
| 02   | 017         | 017          | B-Dur  | 1765             | von Leopold Mozart? |
| 03   | 018         | 018          | Es-Dur | 1765             | von Carl Friedrich Abel |
| 04   | 019         | 019          | D-Dur  | 1765 Anfang      | |
| Ohne | Anh. 223    | 019a         | F-Dur  | 1765 Anfang      | |
| Ohne | Anh. 222    | 019b         | C-Dur  | 1765 Anfang      | nur Incipit aus einem Katalog von Breitkopf & Härtel bekannt, Echtheit zweifelhaft                                                                  |
| 05   | 022         | 022          | B-Dur  | Dez. 1765        | „Haager“ Sinfonie |
| Ohne | Anh. 221    | 045a         | G-Dur  | 1766             | „Alte Lambacher“ Sinfonie („Neue Lambacher“ von Leopold Mozart)                                                                                     |
| [43] | 076         | 042a         | F-Dur  | 1767?            | Echtheit zweifelhaft |
| 06   | 043         | 043          | F-Dur  | 1767 Ende        | |
| 07   | 045         | 045          | D-Dur  | 1767/68 Winter   | Variante als Ouvertüre zu La finta semplice |
| [55] | Anh. 214    | 045b         | B-Dur  | Jan. 1768?       | Echtheit zweifelhaft |
| 08   | 048         | 048          | D-Dur  | 13. Dez. 1768    | |
| Ohne | Anh. 215    | 066c         | D-Dur  | 1769?            | nur Incipit bekannt, Echtheit zweifelhaft |
| Ohne | Anh. 217    | 066d         | B-Dur  | 1769?            | nur Incipit bekannt, Echtheit zweifelhaft |
| Ohne | Anh. 218    | 066e         | B-Dur  | 1769?            | nur Incipit bekannt, Echtheit zweifelhaft |
| 09   | 073         | 073          | C-Dur  | 1772?            | |
| [44] | 081         | 073l         | D-Dur  | 1770 Frühjahr    | Echtheit zweifelhaft (evtl. von Leopold Mozart) |
| [47] | 097         | 073m         | D-Dur  | 1770?            | Echtheit zweifelhaft |
| [45] | 095         | 073n         | D-Dur  | 1770?            | Echtheit zweifelhaft |
| 10   | 074         | 074          | G-Dur  | 1770             | als ursprüngliche Ouvertüre zu Mitridate vermutet                                                                                                   |
| 11   | 084         | 073q         | D-Dur  | 1770             | Echtheit zweifelhaft |
| [54] | Anh. 216    | Anh. C 11.03 | B-Dur  | 1771 Frühsommer? | Echtheit zweifelhaft, in 3. Auflage von Köchelverzeichnis (1937): KV 74g                                                                            |
| [42] | 075         | 075          | F-Dur  | 1771?            | Echtheit zweifelhaft |
| 12   | 110         | 075b         | G-Dur  | Juli 1771        | |
| [46] | 096         | 111b         | C-Dur  | 1771?            | Echtheit zweifelhaft |
| [48] | 098         | Anh. C 11.04 | F-Dur  | 1771?            | wahrscheinlich nicht von Mozart |
| 13   | 112         | 112          | F-Dur  | 2. Nov. 1771     | |
| 14   | 114         | 114          | A-Dur  | 30. Dez. 1771    | |
| 15   | 124         | 124          | G-Dur  | 21. Jan. 1772    | |
| 16   | 128         | 128          | C-Dur  | Mai 1772         | |
| 17   | 129         | 129          | G-Dur  | Mai 1772         | |
| 18   | 130         | 130          | F-Dur  | Mai 1772         | |
| 19   | 132         | 132          | Es-Dur | Juli 1772        | |
| 20   | 133         | 133          | D-Dur  | Juli 1772        | |
| 21   | 134         | 134          | A-Dur  | Aug. 1772        | |
| ohne | 135 u. 61h  |              | D-Dur  |                  | Ouvertüre zu Lucio Silla durch Menuett KV 61h Nr. 3 (zeitgenössische Echtheit der Zusammenstellung zweifelhaft) zur viersätzigen Sinfonie erweitert |
| [50] | 161 und 163 | 141a         | D-Dur  | 1772? Ende       | Ouvertüre zu Il sogno di Scipione (KV 126) mit nachkomponiertem Finale KV 163                                                                       |
| 22   | 162         | 162          | C-Dur  | Apr. 1773        | |
| 23   | 181         | 162b         | D-Dur  | 19. Mai 1773     | |
| 24   | 182         | 173dA        | B-Dur  | 3. Okt. 1773     | |
| 25   | 183         | 173dB        | g-Moll | 5. Okt. 1773     | „Kleine“ g-Moll-Sinfonie |
| 26   | 184         | 161a         | Es-Dur | 30. März 1773    | |
| 27   | 199         | 161b         | G-Dur  | 10. Apr. 1773    | |
| 28   | 200         | 189k         | C-Dur  | 17. Nov. 1774    | |
| 29   | 201         | 186a         | A-Dur  | 6. Apr. 1774     | |
| 30   | 202         | 186b         | D-Dur  | 5. Mai 1774      | |
| ohne | 204         |              | D-Dur  |                  | Serenaden-Sinfonie (durch Auslassung der Sätze 3 bis 5 gewonnen); KV3a: 213a                                                                        |
| ohne | 250         |              | D-Dur  |                  | Serenaden-Sinfonie (durch Auslassung der Sätze 2 bis 4 (bzw.5) gewonnen); KV3a: 248b                                                                |
| 31   | 297         | 300a         | D-Dur  | Juni 1778        | „Pariser“ Sinfonie |
| 32   | 318         | 318          | G-Dur  | 26. Apr. 1779    | als Ouvertüre zu Zaide sowie Thamos, König in Ägypten vermutet, zeitgenössisch vielfach als Ouverture zu La villanella rapita verwendet.            |
| 33   | 319         | 319          | B-Dur  | 9. Juli 1779     | |
| ohne | 320         |              | D-Dur  |                  | Serenaden-Sinfonie (durch Auslassung der Sätze 2 bis 4 und 6 gewonnen)                                                                              |
| 34   | 338         | 338          | C-Dur  | 29. Aug. 1780    | |
| 35   | 385         | 385          | D-Dur  | Juli 1782        | „Haffner“-Sinfonie |
| 36   | 425         | 425          | C-Dur  | Nov. 1783        | „Linzer“ Sinfonie |
| 37   | 444         | 425a         | G-Dur  | Nov. 1783?       | Einleitung zu einer Sinfonie von Michael Haydn |
| 38   | 504         | 504          | D-Dur  | 6. Dez. 1786     | „Prager“ Sinfonie |
| 39   | 543         | 543          | Es-Dur | Juni 1788        | „Schwanengesang“-Sinfonie |
| 40   | 550         | 550          | g-Moll | Juli 1788        | „Große“ g-Moll-Sinfonie; in der zweiten Fassung fügte Mozart zwei Klarinettenstimmen ein und änderte die Oboenstimmen                               |
| 41   | 551         | 551          | C-Dur  | Aug. 1788        | „Jupiter“-Sinfonie |